# Heinrich von Siebold

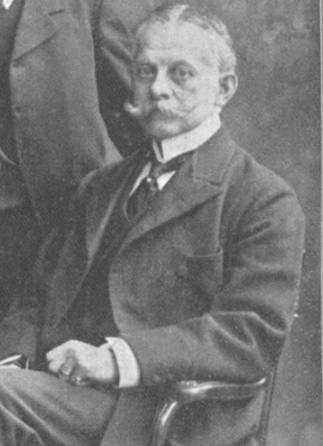
Heinrich von Siebold, 1905

Heinrich (Henry) Philipp von Siebold, ab 1889 Freiherr von Siebold (* 21. Juli 1852 in Boppard; † 11. August 1908 auf Schloss Freudenstein in Eppan) führte Teile der Forschungen seines Vaters fort und gilt neben Edward S. Morse als einer der Begründer der Archäologie in Japan.

## Jugend und Fahrt nach Japan
Heinrich von Siebold war nach Alexander von Siebold (1846–1911) der zweite Sohn des Japan- und Naturforschers Philipp Franz von Siebold. Er wurde in Boppard am Rhein geboren und verbrachte die Jugendzeit in Bonn und Würzburg. Als sein Bruder, der 1867 mit einer japanischen Delegation nach Europa gekommen war, 1869 wieder nach Japan aufbrach, entschloss er sich zur Mitreise. In Tokyo stellte ihn die österreichisch-ungarische Gesandtschaft als Übersetzer ein, doch ohne formellen Bildungsabschluss blieben Siebold die höheren Ränge des diplomatischen Dienstes zeitlebens versagt. Wichtiger war ihm jedoch die Vollendung des Werks seines Vaters. Die Zeitumstände erleichterten das Sammeln erheblich. Japan erlebte einen heftigen Umbruch. In der Folge der Stärkung des Shintō und dessen Trennung vom Buddhismus (Shinbutsu-Bunri) wurden zwischen Anfang der 1870er Jahre zahlreiche Tempel geschlossen, andere verfielen aus finanziellen Gründen. Buddhistische Malereien, Skulpturen, Kultgeräte u. a. wurden zerstört, weggeworfen oder billig verkauft. Wie viele andere Ausländer sammelte auch Heinrich von Siebold mit Umsicht und Sachverstand.

## Archäologische Forschungen

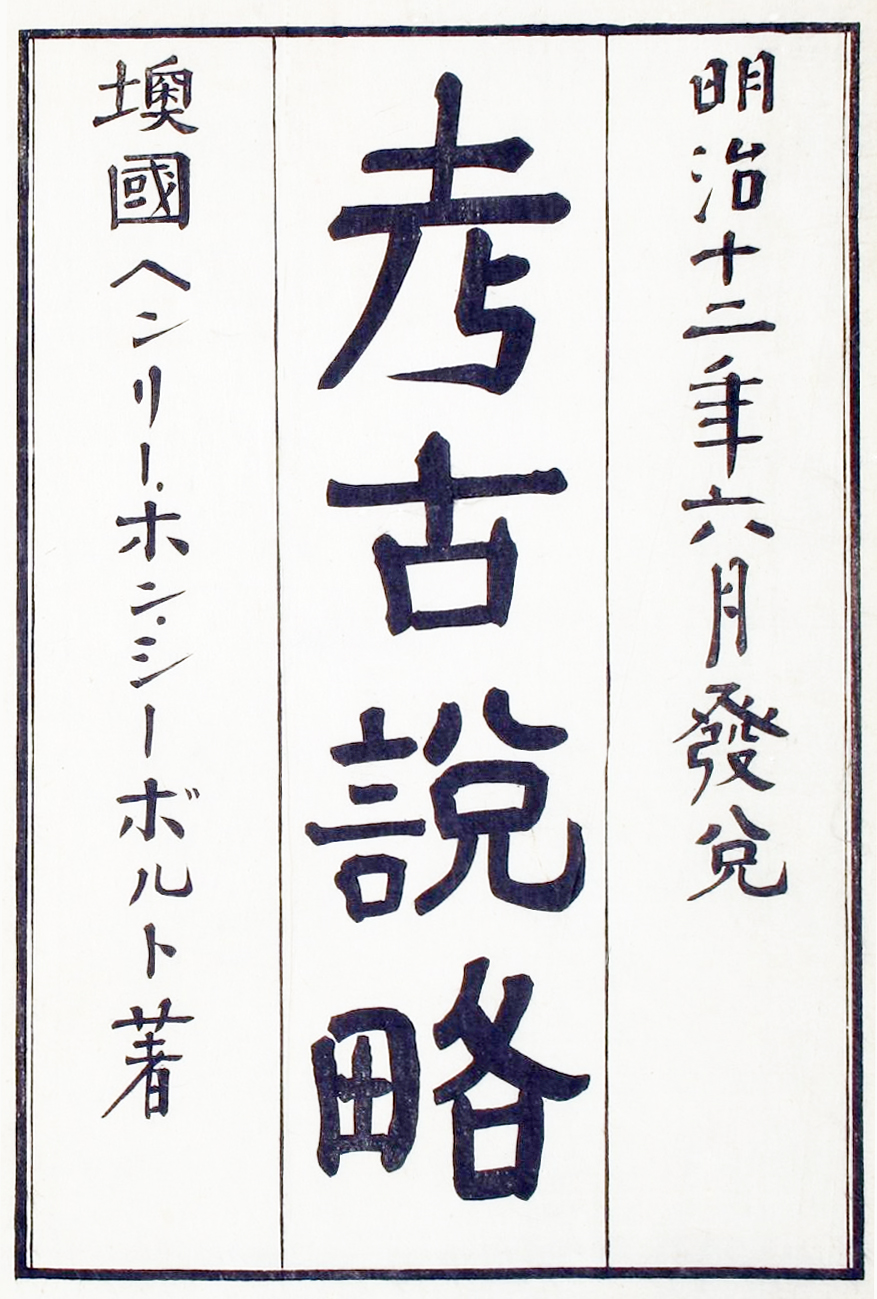
Titelblatt von Siebolds japanischer Publikation Kōko setsuryaku (1879)

Auf den Spuren seines Vaters beschäftigte er sich intensiv mit Ur- und Frühgeschichte. In Wien lernte er den englischen Urgeschichtler Jens Jacob Asmussen Worsaae kennen, bei dem er sich die nötigen Fachkenntnisse aneigenet. Der von der japanischen Regierung ins Land gerufene Geologe Edmund Naumann machte Siebold auf eine Strandlinie in der Nähe des Ueno Bahnhofs bei Tokyo aufmerksam, die er sich einmal näher ansehen solle.
Als von Siebold die 10–15 m mächtigen Muschelablagerungen in Augenschein nahm, erschien Edward Sylvester Morse, der als Lektor für Archäologie an der jungen Universität Tokyo tätig war und eine Grabungserlaubnis vorweisen konnte. Da der Muschelhaufen aber auf einem Grundstück der dem Finanzministerium unterstellten Staatsbahn lag, durfte auch von Siebold mit Grabungen beginnen. In diesem heute berühmten Molluskenhaufen von Ōmori fand von Siebold Wohngruben, Keramikfragmente und menschliche Knochen.
Beide Kontrahenten publizierte ihre Funde fast zeitgleich und lieferten sich harte Gefechte um die Ehre der Erstentdeckung. Morse veröffentlichte seine Erkenntnisse unter dem Titel „Shell mounts of Oomori“ in den Memoirs of the Science Department der Universität Tokyo. Siebold schloss seine Ergebnisse in die Schrift „Notes on Japanese Archaeology“ (1879) ein. In der ebenfalls 1879 gedruckten japanischen Version Kōko setsuryaku prägte er den Begriff kōkogaku (考古学, Archäologie).
Morse war der Ansicht es handele sich bei den Bewohnern der Wohngruben um Überreste der japanischen Ureinwohner (Ainu), die dort als Kannibalen gelebt hätten. Den Japanern und auch Siebold widerstrebte diese Auffassung. Siebold wies darauf hin, dass bei den Ainu weder Keramik noch Kannibalismus vorkamen. Seiner Ansicht nach stammten die Überreste von einer Volksgruppe, die vor den Ainu dort lebte. Auf der Suche nach Antworten auf diese Frage unternahm er weitere Reisen und fand 1878 in Hokkaidō diverse Keramiken. Auf der Grundlage von rund 3000 Scherben und 1200 Steinwerkzeugen unterschied er in drei Formkreise:
1. einfache, dickwandige, mit Schnurmustern verzierte Gefäße (Jōmon-Zeit) mit flachem Boden, dazu grobe Werkzeuge (Abschläge). Diese Keramik geht Siebold zufolge auf die Ainu zurück
2. dünnwandige, härter gebrannte, graue Gefäße ohne Muster, mit rundem oder spitzem Boden (Yayoi-Zeit). Sie wurden zunächst per Hand, nach 700 v. u. Z. mit der Töpferscheibe gefertigt und sind mit polierten Steinwerkzeugen vergesellschaftet. Diese Keramik bezeichnet Siebold als rein japanisch.
3. größere, graue Gefäße, mit Bronze vergesellschaftet. Diese Keramik kam nach Siebolds Ansicht durch koreanische Einwanderer nach Japan.

Siebolds These, dass es sich bei den Ainu um sogenannte „Kaukasier“ (überholte rassenkundliche Kategorie für Menschen europäischer Abstammung), handelt, wurde von einigen renommierten Zeitgenossen wie dem an der Tokyo Universität tätigen Internisten und Anthropologen Erwin Bälz akzeptiert.

## Sammler und Mäzen
Seit der Wiener Weltausstellung von 1873, auf der er als Dolmetscher der japanischen Delegation tätig war, verfügte Siebold über vorzügliche Kontakte zu den Wiener Museen. Da er mit dem japanischen Markt bestens vertraut war, erwarb er auch im Auftrag deutscher Museen ethnographische Objekte in Japan. 1883 fand auf sein Betreiben hin eine erste Ausstellung seiner Sammlung in Wien statt, die er anschließend dem österreichischen Staat verkaufen wollte. Nachdem sein Angebot abgelehnt worden war, überließ er dem Österreichischen Handelsmuseum einen Teil der Ausstellungsstücke als Geschenk. Auf der Wiener Weltausstellung 1873 lernte Siebold u. a. den Großherzog Karl Alexander von Sachsen-Weimar-Eisenach, dem er 242 japanische und chinesische Münzen schenkte. 1885 schickte er weitere 820 Objekte nach Weimar, die der Großherzog ebenfalls seinem Münzkabinett einverleibte (heute: Orientalisches Münzkabinett Jena).
Heinrich heiratete in Japan Hana Iwamoto (1851–1936); ihr Sohn Otto (1877–1902) starb mit 25 Jahren. Seine Tochter Len (1879–1965) war zweimal verheiratet und hatte vier Kinder, deren Nachkommen bis in die heutige Zeit fortdauern.
Von Siebold lebte noch weitere zwei Jahrzehnte in Japan, in denen er vorwiegend den An- und Verkauf von Objekten betrieb. 1888 vermachte er 5.315 Objekte dem Naturhistorischen Hofmuseum in Wien (heute Museum für Völkerkunde). Zum Dank für diese spektakuläre Schenkung wurde er als k.u.k. Legationssekretär in Tokio am 11. April 1889 in Budapest in den Freiherrnstand erhoben und damit zum österreichischen Staatsbürger ernannt. Das Freiherrn-Diplom wurde am 3. März 1891 in Wien ausgestellt.
Heinrich gab 1896 zusammen mit seinem älteren Bruder Alexander anlässlich des 100. Geburtstages ihres Vaters dessen Werk „Nippon - Archiv von Japan“ in einer kleinformatigen, an einigen Stellen ergänzten Neuausgabe heraus. Zwar verloren die stark verkleinerten Abbildungen viel von ihrem ursprünglichen Informationsreichtum, doch erreichte dieser Druck eine Verbreitung, welche die von 1832 bis 1851 in ungebundenen Teillieferungen publizierte großformatige Erstausgabe (58 × 39 cm) nie erreichte. Zugleich stellte Heinrich in den Räumen des ehemaligen Katzenwickerhofes in Würzburg (Maxstr. 4) die „Japanisch-chinesische Sammlung“ aus, die sehr gut besucht wurde.

## Heirat und späte Jahre
Wegen Krankheit bat er 1899, erst 46 Jahre alt, um den „zeitlichen Ruhestand“. Im Jahr zuvor, am 10. Februar 1898, hatte er Euphemia Carpenter geb. Wilson (* 16. März 1864; † 14. November 1908), die Witwe eines britischen Majors, geheiratet. Sie kaufte das Schloss Freudenstein in Eppan bei Bozen, wo die beiden die letzten Jahre in Wohlstand verbrachten, umgeben von einer noch immer reichen Sammlung. Heinrich von Siebold war nach wie vor ein gesuchter Berater in Fragen, die Ostasien betrafen, und wirkte als Führer und Dolmetscher bei Besuchen aus Japan und China.
Am 11. August 1908 starb er auf Schloss Freudenstein, seine Witwe folgte ihm wenig später. Die Sammlung wurde ab März 1909 in Wien bei „Au Mikado“, einer Firma der Gebrüder Singer in Wien verkauft und „in alle Winde zerstreut“.

## Schriften
- Heinrich von Siebold: Etwas ueber die Tsutschi Ningio[10]. Mitteilungen der Deutschen Gesellschaft für Natur- und Völkerkunde Ostasiens, Band I (1873–1876), Heft 7, S. 13–14.
- Heinrich von Siebold: Das Harakiri. Mitteilungen der Deutschen Gesellschaft für Natur- und Völkerkunde Ostasiens, Band I (1873–1876), Heft 10, S. 26–28.
- Kitō Teijirō (übers.) Heinrich Philipp Siebold: Keizai sōsho 2. Ōkurashō, Tōkyō 1878 (バロン・ヘンリー・フォン・シーボルト述 、鬼頭悌次郎訳(大蔵省翻訳課), 『経済叢書 第2号』、明治11年)
- Maeda Toshiki (übers.) Heinrich Philipp Siebold: Rizai yōshi 1. Ōkurashō, Tōkyō 1879 (バロン・ヘンリー・フォン・シーボルト述 、前田利器訳(大蔵省翻訳課), 『理財要旨. 卷1輯』、明治12年)
- Henry von Siebold: Notes on Japanese Archaeology with Especial Reference to the Stone Age. Yokohama: C. Lévy 1879 (Digitalisat (Google Books))
- Henry von Siebold: Kōkosetsu ryaku. Tokyo, 1879 (考古説略). (Digitalisat in der Bibliothek der Waseda-Universität, Tokyo)
- Ethnologische Studien über die Aino auf der Insel Yesso. Zeitschrift für Ethnologie / Organ der Berliner Gesellschaft für Anthropologie, Ethnologie und Urgeschichte, Suppl., P. Parey 1881. (Digitalisat Staatsbibliothek zu Berlin)
- Matsumi Onojirō (übers.): Henry von Siebold, Bahitsu kairyō setsu. Dainippon Nōkai, Tokyo 1887 (ヘンリー・フォン・シーボルト 著, 松見斧次郎訳 『馬匹改良説』大日本農会 Digitalisat National Diet Library, Tokyo)
- Arcadio Schwade, Hans A. Dettmer, Viktoria Eschbach-Szabo (Hrsg.): Briefe aus dem Familienarchiv von Brandenstein. Der Kreis um Alexander und Heinrich von Siebold. O. Harrassowitz, Wiesbaden 1991 (= Acta Sieboldiana, 4).